# الشوبک، اردن
الشوبک، اردن (به عربی: الشوبک) یک منطقهٔ مسکونی در اردن است که در استان معان واقع شده‌است. الشوبک ۱۲٬۵۰۰ نفر جمعیت دارد و ۱٬۳۳۰ متر بالاتر از سطح دریا واقع شده.